# Atychia
Atychia är ett släkte av fjärilar. Atychia ingår i familjen Brachodidae.

## Dottertaxa tillAtychia, i alfabetisk ordning[1]
- Atychia albiciliata
- Atychia appendiculata
- Atychia arenosa
- Atychia beryti
- Atychia candefacta
- Atychia cassandrella
- Atychia chimaera
- Atychia compar
- Atychia confinis
- Atychia diacona
- Atychia dispar
- Atychia exilis
- Atychia fallax
- Atychia fasciata
- Atychia flavescens
- Atychia formosa
- Atychia fulgurita
- Atychia funebris
- Atychia infanda
- Atychia keredjella
- Atychia laeta
- Atychia mesopotamica
- Atychia metaspila
- Atychia minutula
- Atychia monotona
- Atychia nana
- Atychia nanetta
- Atychia nycteropis
- Atychia orbonata
- Atychia orientalis
- Atychia powelli
- Atychia pumila
- Atychia pusilla
- Atychia quiris
- Atychia radiata
- Atychia radiolata
- Atychia rasa
- Atychia rasata
- Atychia rhagensis
- Atychia saldonana
- Atychia straminella
- Atychia tristis
- Atychia vernetella